# ポーピエット

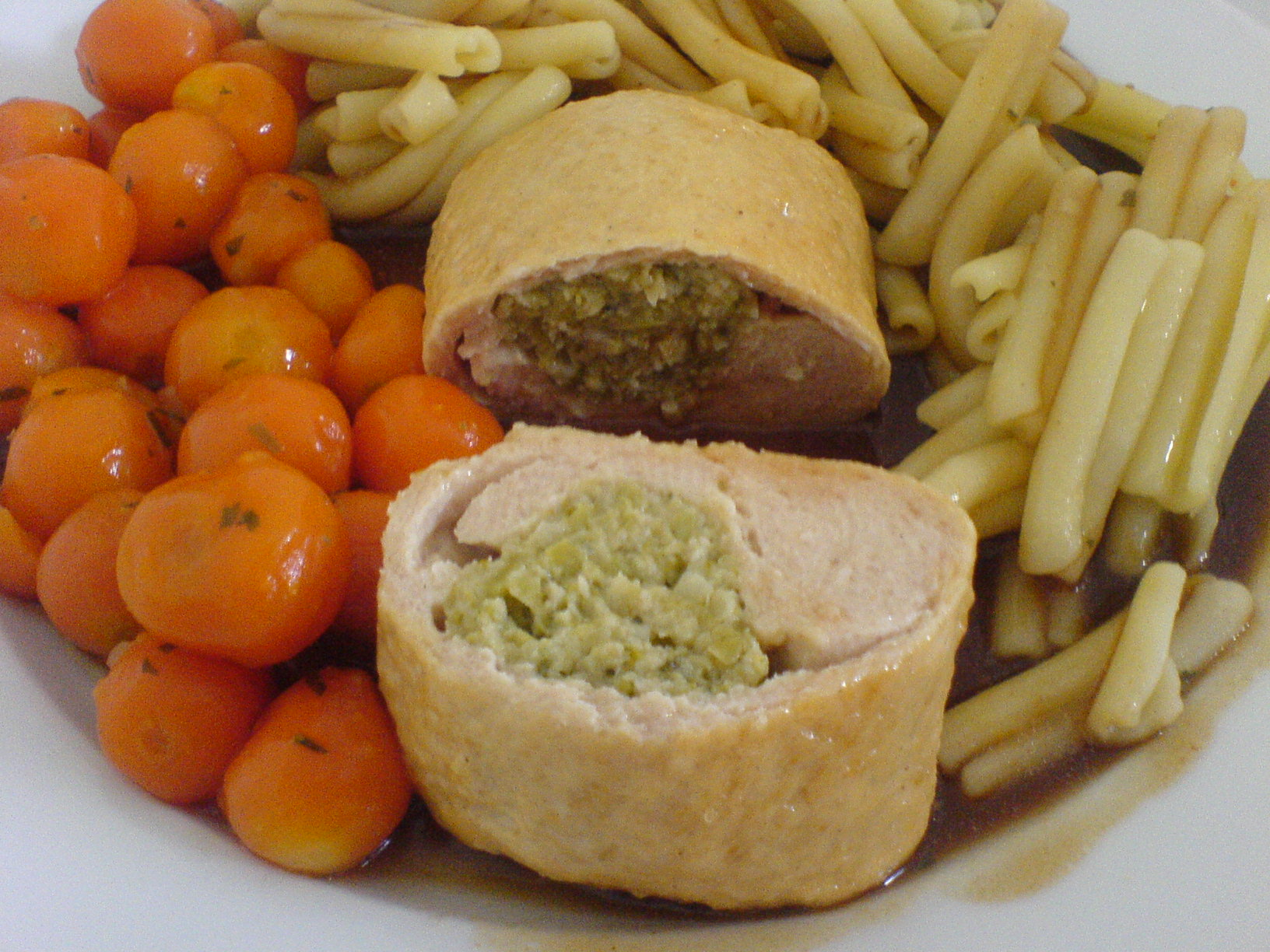
鶏肉のポーピエット

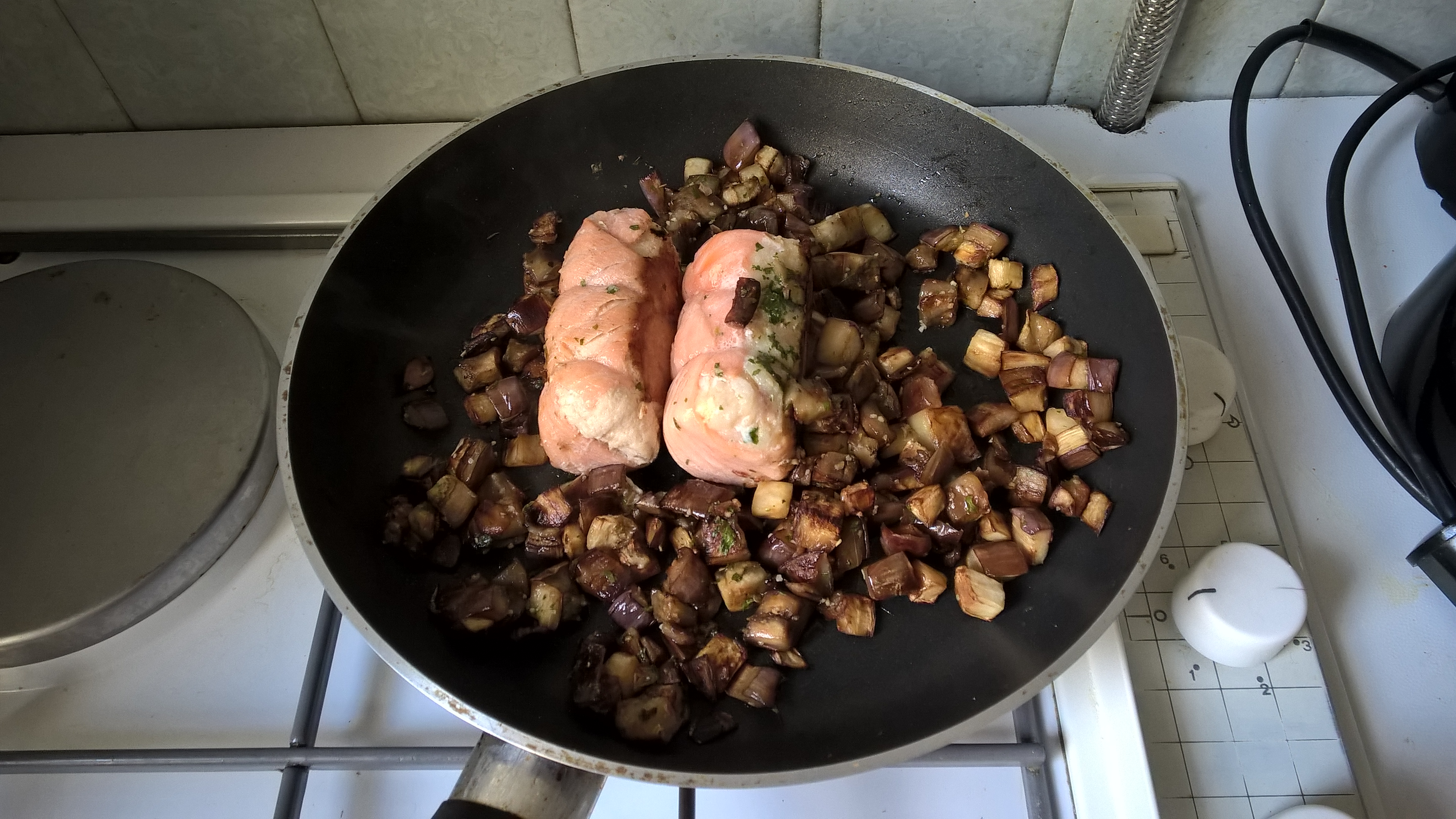
サーモンのポーピエット キノコ添え

ポーピエット（フランス語: paupiette）は伝統的なフランス料理の調理法の1つ。肉や魚を薄切りにしたもので野菜などの具材を巻いたフランス料理。日本語のカタカナ表記としてはポピエットもある。

## 概要
仔牛肉を使った場合はポーピエット・ド・ヴォー（フランス語: paupiette de veau）、鶏肉を使った場合はポーピエット・ド・プレ（フランス語: paupiette de poulet）となる。
また、仕上げ方法として焼く、煮る、揚げるなどさまざまな方法がある。
フランスではトレトゥールと呼ばれる惣菜屋で、自宅のオーブンやフライパンで仕上げるポーピエットの販売も行われている。